# Emma Twigg
Emma Twigg (Napier, 1º marzo 1987) è una canottiera neozelandese, campionessa olimpica nel singolo ai Giochi olimpici estivi di Tokyo 2020 e mondiale ad Amsterdam 2014.

## Biografia
È figlia di Peter Twigg.
Ha studiato alla Napier Girls' High School. Ha conseguito un Bachelor of Communications presso l'Università del Waikato mentre era già nel professionismo sportivo. 
E' apertamente lesbica. Si è fidanzata con Charlotte Mizzi nell'estate 2019 e si è sposata con lei nel gennaio 2020. È una sostenitrice degli atleti LGBT.

## Carriera
Ha rappresentato la Nuova Zelanda ai Giochi olimpici estivi di Pechino 2008 terminando nona.
Ha partecipato ai campionati mondiali di Karapiro 2010 e Bled 2011 raccogliendo il bronzo.
Ha preso parte alla spedizione olimpica di Londra 2012, dove si è piazzata ai piedi del podio.
Ai mondiali di Chungju 2013 ha ottenuto l'argento. L'anno successivo si è laureata campionessa mondiale ad Amsterdam 2014. 
Nel 2015 ha sospeso l'attività di canottaggio per conseguire un Master FIFA in Management, Law e Humanities of Sport presso la De Montfort University di Leicester nel Regno Unito.
Ai Giochi olimpici di Rio de Janeiro 2016 ha concluso al quarto posto per la seconda volta. Per la delusione ha deciso di ritirarsi dall'attività agonistica ed è stata assunta dal Comitato Olimpico Internazionale (CIO) per cui ha lavorato due anni in Svizzera. Mentre lavorava per le Olimpiadi invernali di Pyeongchang 2018, in Corea del Sud, ha deciso di ricominciare a praticare il canottaggio con l'obiettivo di partecipare ai Giochi olimpici di Tokyo 2020.
Ai campionati mondiali di Ottensheim 2019 ha ottenuto l'argento.
Si è laureata campionessa olimpica all'Olimpiade di Tokyo 2020, precedendo sul podio la rappresentante di ROC Anna Prakaten e l'austriaca Magdalena Lobnig. Nell'occasione, grazie al tempo di 7'13"97, ha stabilito il primato olimpico della specialità.

## Palmarès
- Giochi olimpici

Tokyo 2020: oro nel singolo.
Parigi 2024: argento nel singolo.
- Mondiali

Karapiro 2010: bronzo nel singolo;
Bled 2011: bronzo nel singolo;
Chungju 2013: argento nel singolo;
Amsterdam 2014: oro nel singolo;
Ottensheim 2019: argento nel singolo;